# Grémonville
Grémonville és un municipi francès situat al departament del Sena Marítim i a la regió de Normandia. L'any 2007 tenia 388 habitants.

## Demografia

### Població
El 2007 la població de fet de Grémonville era de 388 persones. Hi havia 160 famílies de les quals 52 eren unipersonals (32 homes vivint sols i 20 dones vivint soles), 52 parelles sense fills, 44 parelles amb fills i 12 famílies monoparentals amb fills.
La població ha evolucionat segons el següent gràfic:
Habitants censats

### Habitatges
El 2007 hi havia 172 habitatges, 156 eren l'habitatge principal de la família, 5 eren segones residències i 11 estaven desocupats. 147 eren cases i 9 eren apartaments. Dels 156 habitatges principals, 104 estaven ocupats pels seus propietaris, 51 estaven llogats i ocupats pels llogaters i 1 estava cedit a títol gratuït; 16 tenien una cambra, 1 en tenia dues, 23 en tenien tres, 38 en tenien quatre i 78 en tenien cinc o més. 126 habitatges disposaven pel capbaix d'una plaça de pàrquing. A 60 habitatges hi havia un automòbil i a 73 n'hi havia dos o més.

### Piràmide de població
La piràmide de població per edats i sexe el 2009 era:
| Homes | Edats   | Dones |
| ----- | ------- | ----- |
| 0     | 95 o +  | 0     |
| 0     | 90 a 94 | 4     |
| 0     | 85 a 89 | 0     |
| 8     | 80 a 84 | 0     |
| 4     | 75 a 79 | 8     |
| 4     | 70 a 74 | 8     |
| 8     | 65 a 69 | 12    |
| 12    | 60 a 64 | 12    |
| 16    | 55 a 59 | 8     |
| 4     | 50 a 54 | 12    |
| 20    | 45 a 49 | 8     |
| 36    | 40 a 44 | 12    |
| 20    | 35 a 39 | 4     |
| 12    | 30 a 34 | 12    |
| 12    | 25 a 29 | 12    |
| 24    | 20 a 24 | 12    |
| 16    | 15 a 19 | 20    |
| 8     | 10 a 14 | 16    |
| 8     | 5 a 9   | 4     |
| 0     | 0 a 4   | 12    |

## Economia
El 2007 la població en edat de treballar era de 275 persones, 202 eren actives i 73 eren inactives. De les 202 persones actives 178 estaven ocupades (100 homes i 78 dones) i 24 estaven aturades (16 homes i 8 dones). De les 73 persones inactives 26 estaven jubilades, 14 estaven estudiant i 33 estaven classificades com a «altres inactius».

### Ingressos
El 2009 a Grémonville hi havia 141 unitats fiscals que integraven 384 persones, la mediana anual d'ingressos fiscals per persona era de 17.782 €.

### Activitats econòmiques
Dels 9 establiments que hi havia el 2007, 3 eren d'empreses de construcció, 1 d'una empresa de comerç i reparació d'automòbils, 3 d'empreses de transport, 1 d'una empresa d'hostatgeria i restauració i 1 d'una empresa de serveis.
Dels 3 establiments de servei als particulars que hi havia el 2009, 1 era una fusteria, 1 lampisteria i 1 electricista.
L'any 2000 a Grémonville hi havia 21 explotacions agrícoles que ocupaven un total de 781 hectàrees.

## Poblacions més properes
El següent diagrama mostra les poblacions més properes.